# Gwalior
Gwalior je mesto v indijskem Madja Pradešu, ki leži okoli 122 km južno od Agre in velja za turistično prestolnico Madja Pradeša. V mestu živi več kot 1,2 milijona ljudi.